# East China Architectural Design & Research Institute

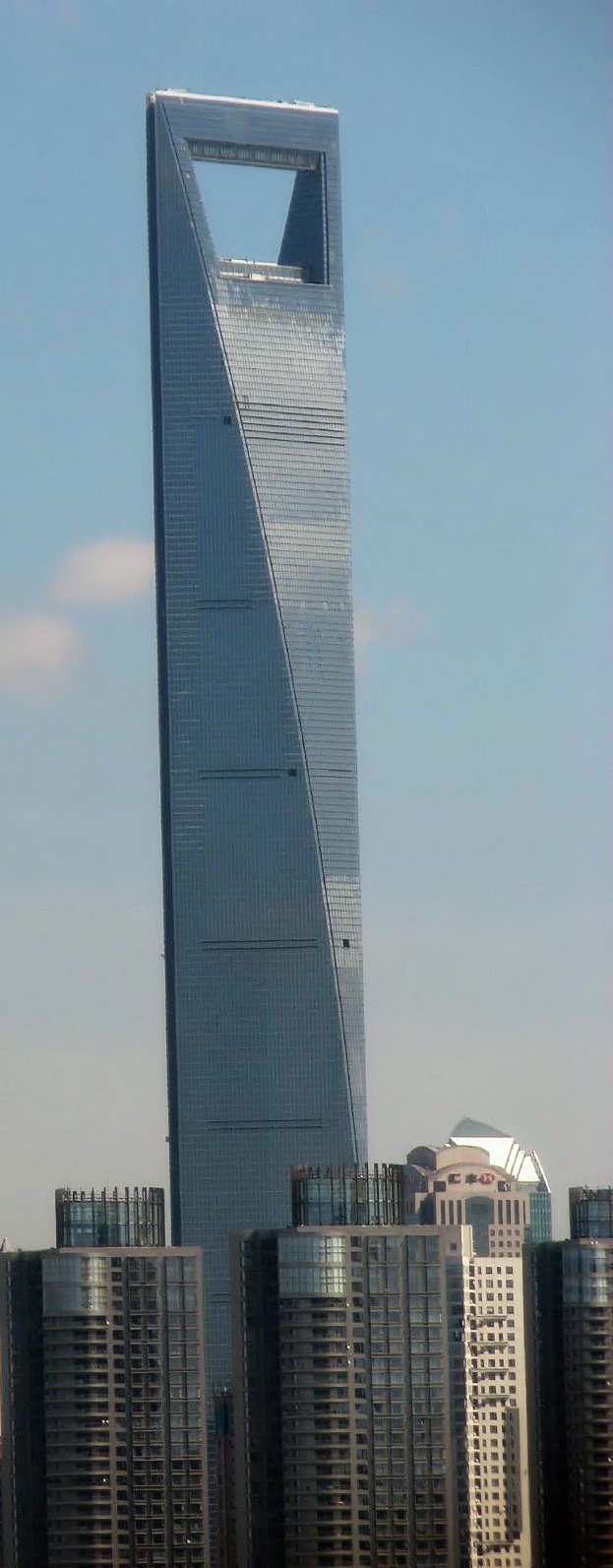
Shanghai World Financial Center à Shanghai

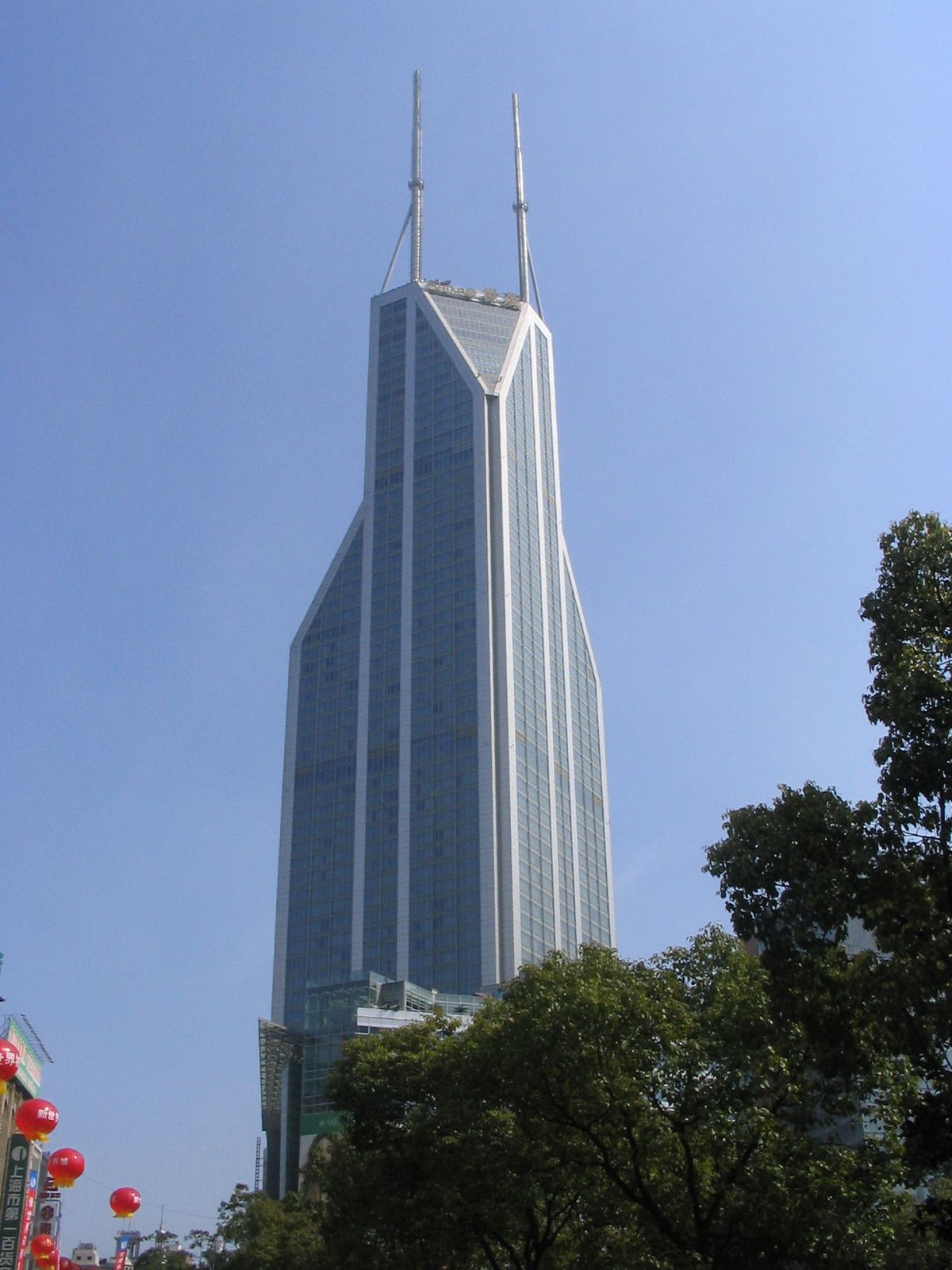
Shimao International Plaza à Shanghai

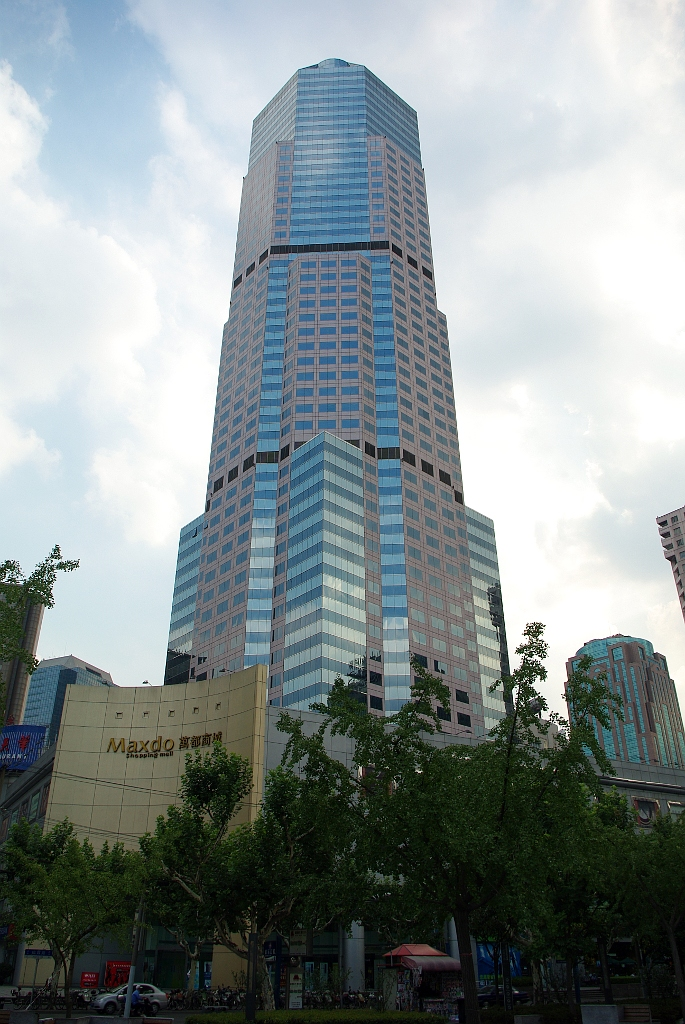
Maxdo Centre à Shanghai

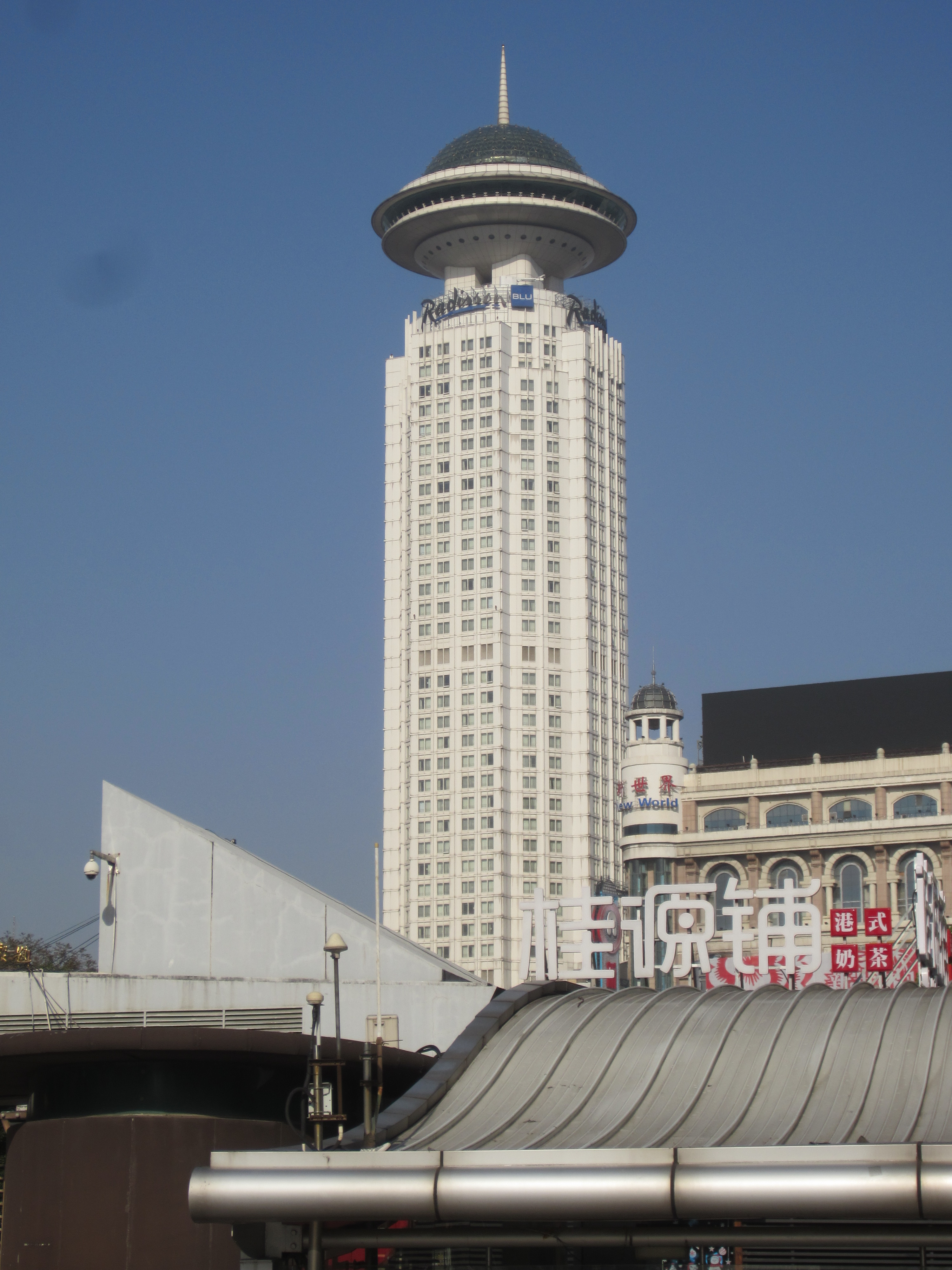
Radisson New World Hotel à Shanghai

L'East China Architectural Design & Research Institute ou ECADI (chinois : 华东建筑设计研究总院 ; pinyin : Huádōng jiànzhù shèjì yánjiū zǒngyuàn) — est une société importante chinoise d'architecture basée à Shanghai qui est partie prenante dans la conception d'un grand nombre de gratte-ciel en Chine, notamment dans la région de Shanghai. Au 3 juin 2016 elle participait à la conception de 27 gratte-ciel de plus de 300 mètres de hauteur, tous situés en Chine. Elle participe également à des projets en dehors de la Chine. Elle fait partie du Shanghai Xiandai Architectural Design Group.

## Réalisations
Parmi les bâtiments conçus par l'entreprise :

### Années 1990
- China Telecom Trade Tower à Shanghai en 1997.
- Huaneng Union Tower à Shanghai en 1997.
- Construction Mansion à Shanghai en 1997.
- The Panorama à Shanghai en 1998.
- Hang Seng Bank Tower à Shanghai en 1998.
- Jin Mao Tower à Shanghai en 1999.
- China Insurance Building à Shanghai en 1999.
- Financial Square à Shanghai en 1999.

### Années 2000
- International Ocean Shipping Building à Shanghai en 2000.
- Summit Centre à Shanghai en 2001
- Four Seasons Hotel Shanghai à Shanghai en 2002.
- Maxdo Centre à Shanghai en 2002.
- Bocom Financial Towers à Shanghai en 2002.
- Golden Sail Plaza à Shanghai en 2003
- Huaxia Financial Square à Shanghai en 2003/2005.
- Radisson New World Hotel à Shanghai en 2005
- Union Square (gratte-ciel) à Shanghai en 2005.
- Wuhan Radio and Television Center à Wuhan, Chine en 2005
- Shimao International Plaza à Shanghai en 2006.
- Plaza 66 à Shanghai en 2006.
- Shimao Riviera New City Buildings à Nankin en Chine en 2006.
- Sheraton Shanghai Pudong Hotel & Residences Tower 1 à Shanghai en 2007.
- Kempinski Hotel Wuxi à Wuxi en Chine en 2005.
- Shanghai World Financial Center à Shanghai en 2008 (hauteur de 492 mètres)
- Mirae Asset Tower à Shanghai en 2008.
- Hongdou International Plaza à Wuxi en Chine en 2009

### Années 2010
- Suzhou RunHua Global Center à Suzhou en Chine en 2010
- Huamin Imperial Tower à Shanghai en 2010.
- COFCO Seaview Buildings à Shanghai en 2010.
- Riviera TwinStar Square à Shanghai en 2011
- Tianjin World Financial Center à Tianjin en Chine en 2011
- CCTV Headquarters à Pékin en 2011
- Blue Ridge (gratte-ciel) à Pune en Inde de 2011 à 2017
- Zhengzhou Greenland Plaza à Zhengzhou en Chine en 2012
- Shaoxing Shimao Crown Plaza à Shaoxing en Chine en 2012
- Kempinski Hotel Chongqing à Chongqing en Chine en 2012
- Luxury Horizon à Dalian en Chine en 2013
- Chongqing Poly Tower à Chongqing en Chine en 2013
- Kunming Iron and Steel Building à Kunming en Chine en 2014
- Jiangxi Nanchang Greenland Central Plaza à Nanchang en Chine en 2015
- Agricultural Bank of China Chongqing Branch à Chongqing en Chine en 2017
- Tianjin Chow Tai Fook Binhai Center à Tianjin en Chine en 2019. Le plus haut gratte-ciel de la ville.

### Années 2020
- Wuhan Greenland Center à Wuhan en Chine en 2022
- Greenland Center Hangzhou Gate à Hangzhou en Chine en 2023